# Врбанчич, Лука
Лу́ка Врба́нчич (хорв. Luka Vrbančić; родился 4 июля 2005) — хорватский футболист, полузащитник клуба «Динамо» (Загреб) и молодёжной сборной Хорватии.

## Клубная карьера
Воспитанник футбольной академии клуба «Динамо» (Загреб). В основном составе клуба дебютировал 10 марта 2024 года, выйдя на замену в матче Первой хорватской футбольной лиги против «Славена».

## Карьера в сборной
Выступал за сборные Хорватии до 15, до 16, до 17, до 18 и до 19 лет.